# Rotsmetselbij
De rotsmetselbij (Hoplitis villosa) is een vliesvleugelig insect uit de familie Megachilidae. De wetenschappelijke naam van de soort is voor het eerst geldig gepubliceerd in 1853 door Schenck.